# Dave Arneson
David Lance "Dave" Arneson (Hennepin County, Minnesota, 1 d'octubre de 1947 - St. Paul, Minnesota, 7 d'abril de 2009) fou un autor de jocs estatunidenc, conegut per codesenvolupar el primer joc de rol publicat a la història, Dungeons & Dragons, juntament amb Gary Gygax a principis dels anys 70. La feina primerenca d'Arneson va resultar fonamental pel desenvolupament del gènere, en què hi creà aspectes arquetípics dels jocs de rol tals com les masmorres ("dungeons"), l'ús d'un jutge neutral i les converses amb personatges imaginaris per avançar en la història.
Arneson va descobrir els jocs de guerra els anys 60, quan era un adolescent, i va començar a combinar-los amb el concepte de joc de rol. Era un estudiant de la Universitat de Minnesota quan va conèixer Gygax a la convenció Gen Con a finals dels 60. El 1970 Arneson va crear el joc i món fictici que esdevindria Blackmoor, pel qual hi escrigué les seves pròpies regles i l'ambientà amb elements de la fantasia medieval. L'any següent, Arneson va ensenyar el joc a Gygax, i junts van co-desenvolupar un conjunt de regles que es convertiren en Dungeons & Dragons (D&D). Tot seguit, Gygax fundà TSR, Inc. per publicar el joc el 1974. Arneson va treballar per la companyia durant un breu període.
El 1976 Arneson va abandonar TSR i mogué plet tres anys després per mantenir els crèdits i les regalies del joc. Va continuar treballant com un dissenyador de jocs independent, va tornar a treballar a TSR per poc temps i va continuar jugant a jocs la resta de la seva vida. Arneson també va fer algunes aportacions en la programació informàtica i va ensenyar el disseny de jocs amb ordinadors i disseny de reglament de jocs a Full Sail University des dels 90 fins poc abans de la seva mort el 2009.